# Кал Крачлов
Кал Крачлов (Западни Мидландс, Ковентри, Енглеска 29. октобар 1985) је бивши енглески мотоциклиста који се такмичио у MotoGP шампионату. Своју каријеру је завршио као возач Хонде 2020. године и потписивањем уговора тест возача са Yamaha Motor Racing са могучношћу такмичења у тркама преко Wild card-а или заменски возач.
Почетком 2017. године, Краљевски Аутомобилистички Клуб наградио га је Торенсовим Трофејем за изузетан допринос мотоциклизма у Великој Британији. Дајући му награду, званица из Краљевског Аутомобилистичког клуба је рекао „Први британац који је победио у трци краљевске класе од Барија Шина 1981. године”.
Каријеру је започео као возач супербајка. 2006. године био је шампион British Supersport Championship и 2009. године победник Supersport World Championship са Јамахом. Побеђивао је на тркама у British Superbike Championship – 2008. био је трећи – и 2010. пети у Superbike World Championship.
Од 2011, Крачлов се такмичио у MotoGP шампионату. Придружио се сателитском тиму Јамахе Tech 3 који је за три сезоне био на победничком постољу шест пута између 2011 и 2013 године. 2014. придружио се фабричком тиму Дукатија потписавши уговор на две године. После само једне сезоне у којој је једном био на победничком постољу и завршио тринаести у шампионату, Крачлов је прекинуо уговор да би се придружио тиму LCR Хонда за сезону 2015 где је возио фабричку Хонду.

## Каријера

### Почетак
Рођен у Ковентрију у Енглеској, добио је име Кал по америчком мотоциклисти Кал Рајборн. Иако му је отац Дерек био тркач, није био много заитересован за спорт до 11. године. Од 2007. није имао возачку дозволу за мотор.Као младић имао је фудбалску каријеру са клубовима Ковентри Сити и Астон Вила, али због повреде колена одабрао је да се концентрише на трке на моторима.
1999. Крачлов је освојио UK Junior Challenge изазов и 2001. Aprilia RS125 Challenge.2003. у Yamaha R6 Cup завршио је други иза Томија Хила, који је за ово постигнуће зарадио вожњу спонзорисану фабриком у British Superbike series.
2006. освојио је British Supersport Championship, после трогодишњег боравка у серији у којој је 2005. завршио на 3. месту.

### British Superbike Championship (2007–2008)
2007. дебитовао је у British Superbike Championship, са тимом Rizla Suzuki у којој је возио и Крис Волкер који је четири пута био другопласиран. Освојио је пол позицију на стази Croft и укупно завршио на деветом месту у шампионату са првим победничким постољем, трећим у Brands Hatch. 2008 возио је за HM Plant Honda чији је спонзор осигуравајућа кућа CIA. На другој трци у Thruxton дошао је до прве победе. Освојио је пол позицију у трећој трци Outlon Park. Након што је у почетку био бољи од сувозача Леона Хаслама, Крачлов је на крају био надмашен. Те сезоне забележио је две победе у сезони и завршио укупно трећи у шампионату и тако победио Тома Сикса за два поена пошто је Јоркширмен морао да одустане пошто је у финалној рунди имао квар на мотоциклу.

### Supersport World Championship (2009)
23. септембра 2008, Крачлов је потписао уговор да вози за тим Вилко Зеленберг– Јамахин фабрички тим 2009. у Supersport World Championship.На свим тркама завршавао је на прва четири места до квара на мотоциклу док је водио на стази Брно. Крачлов је водио у шампионату до квара на мењачу док је водио у Имоли што је значило да Еуген Лаверти се приближио на два бода. Међутим, на Magny-Cours Лаверти је пао са мотоцикла, али је подигао свој мотор и завршио на 19 поена од Крачлова са последњом трком у Портимау. Лавери је победио у Португалу, али је Крачлов завршио на четвртом месту што је било довољно да освоји шампионат 2009. године. 

### Superbike World Championship (2010)
1.oktobra 2009 Јамаха је објавиа да Крачлов прелази из Supersport World Championship у Superbike World Championship. Његов тимски колега је био шампион Џејмс Тоселанд, који се вратио у супербајк након што је изгубио место у MotoGP. Заузео је прву пол позицију у шампионату у Портимау, али није победио ни у једној трци трци. Изазвао је контроверзу након прве тамошње трке поменувши у интервјуу да му је било јасно од Тоселанда када је пао, али инсистира на томе да није арогантан. Тоселанд је касније истакао да Крачлова тенденција да говори својим умом значи да не могу сви да наставе с њим. Своје прве две победе Крачлов је забележио на Silverstone-у, после борбе са возачем тима Ten Kate Racing Џонатом Реом и као резултат тога завршио је на петом месту у шампионату.

### МотоГП World Championship (2011-2020)

#### Теch 3 (2011-2013)
5. септембра 2010 званично је објављено да се Крачлов прикључује екипи Tech 3 MotoGP Championship 2011. Крачлов је сезону завршио на дванаестом месту у шампионату и проглашен за новајлију године након што је обезбедио свој најбољи пласман у сезони – четврто место у Валенсији.
После успешних зимских тестирања за сезону 2012, Крачлов је имао добар старт сезоне. У Лосаилу, заузео је треће стартно место и завршио трку на четвртом месту испред свог тимског колеге Андрее Довициоза. Пошто се нашао у првом стартном реду, његов отац је изгубио опкладу са Вилком Зеленбергом и морао да обрије своје бркове које су биле старе четрдесет година. За време тренинга у Silverstone-у пао је са мотоцикла и задобио повреде. Снимци са рендгена су показали да није сломио чланак, али је осећао болове. Даљим прегледом видео се сломљен и дислоциран леви чланак и било је питање да ли ће Крачлов наступати у следећој трци.Добио је дозволу лекара да се такмичи и прошао фитнес тестове на стази. Трку је започео на задњем месту и уз одлучност да се трка завршио на шестом месту. Сезону је завршио на седмом месту у шампионату где се константно борио са првих пет возача у шампионату и завршио два пута на победничком постољу – трећа места у Чешкој и Аустралији.
Сезону 2013 Крачлов је завршио на петом месту. Забележио је четири пласмана на победничко постоље, са другим местом у Француској и Немачкој и трећим местом у Италији и Холандији. Такође је забележио прво стартно место у каријери у Асену. Крачлов се константно борио међу другом групом возача, заједно са Андреом Довициозом, Штефаном Брадлом и Алваром Баутистом.

#### Дукати (2014)
2. августа 2013. објављено је да је Крачлов потписао уговор на две године са фабричким тимом Дукатија где му је сувозач био Андреа Довициозо. Почетак сезоне није био добар јер је транспондер проузоковао да његов Ducati Desmosedici понаша чудно у првој трци у Катару, где је завршио на шестом месту, а у Остину је имао проблема са гумама и због тога пао са мотоцикла. Због повреде руке пропустио је трку у Аргентини и то му је била прва пропуштена трка у каријери. Вратио се у Херезу, али после три круга морао је да одустане због проблема са кочницама.
2. августа 2014. године, након годину дана од придружења тиму, објављено је да Крачлов напушта Дукати, а касније истог дана је објављено да је Крачлов потписао уговор са екипом LCR Honda за сезону 2015, возећи фабричку Honda RC213V,тиме мењајући Штефана Брадла. У Арагону је дошао до првог подијума са Дукатијем завршавајући трку на трећем месту.

#### ЛЦР тим (2015–2020)
Сезону 2015 са LCR Honda Крачлов започиње седмим местом у Катару и Остину. Онда је дошао до првог подијума, трећим местом у Аргентини након што је у последњем кругу претекао Андреу Јанонеа. То је био први подијум за тим од другог места Штефана Брадла 2013. у Америци. У следеће три трке, Француска; Италија и Каталуња, Крачлов је морао да одустане,пре шестог места у Холандији и седмог места у Немачкој. Крачлов је ову сезону завршио на осмом месту у шампионату.
Сезоне 2016 Крачлов је своју прву победу забележио у Чешкој у влажним условима. Та победа је прва победа после Барија Шине 1981. године у Шведској. Такође је победио у Аустралији, прва победа у сувим условима, и тиме је постао први британац који је победио у Великој награди Аустралије. Сезону је завршио на седмом месту у шампионату.
На почетку сезоне 2017 Крачлов је пао у првој трци у Катару, а у другој трци у Аргентини дошао је до победничког постоља завршавајући на трећем месту. У следеће три трке два пута је завршио међу првих пет и продужио свој уговор са LCR -ом и Хондом до 2019. године.
2018. године, Крачлов је забележио трећу победу у MotoGP каријери у Аргентини. Сезону је завршио на седмом месту у шампионату, упркос пропуштене три трке због повреде.
2019. године, Крачлов је три пута био на подијуму и константно био у бодовима, али шест одустајања је проузоковало да заузме девето место у шампионату.

#### Јамаха (2021)
Новембра 2020. године, објављено је да је Крачлов потписао уговор за сезону 2021 као тест возач Monster Energy Yamaha тиме замењујући Хорхеа Лоренца.

## Приватни живот
Јануара 2014. године, Крачлов се венчао са Луси Херон, објављујући на Твитеру да су он и Луси 2. августа 2016. добили ћерку по имену Вилов.
Живи у Ремзију, на острву Мен, али у току тркачке сезоне време проводи у Тоскани, где има кућу од 2012. године. Крачлов је возио неколико егзибиционих кругова око Isle of Man TT Course.
Касније 2018. Крачлов је доживео повреду ноге због пада на острву Филип у Аустралији. Има кућу у Калифорнији и ту проводи време када је зима јер се тад не возе трке.

## Статистика

### World Superbike (SBK) , World Supersport (SSP), British Superbike (BSB), British Supersport (BSS)
| Сезоне          | Серије                   | Трке | Пол позиције | Подијуми | Победе | Друга места | Трећа места | Најбржи круг | Број титула |
| 2008, 2010      | World Superbike (SBK)    | 30   | 6            | 11       | 3      | 2           | 6           | 8            | 0           |
| 2005–2006, 2009 | World Supersport (SSP)   | 17   | 10           | 10       | 5      | 3           | 2           | 9            | 1           |
| 2007–2008       | British Superbike (BSB)  | 50   | 4            | 13       | 2      | 4           | 7           | 0            | 0           |
| 2004–2006       | British Supersport (BSS) | 36   | 0            | 17       | 8      | 4           | 5           | 0            | 1           |

### MotoGP
| Класа  | Сезоне    | Прва трка  | Први подијум | Прва победа | Број трка | Победе | Подијуми | Пол позиције | Најбржи круг |
| MotoGP | 2011–2020 | 2011 Kатар | 2012 Чешка   | 2016 Чешка  | 168       | 3      | 19       | 4            | 4            |